# Nothobaccaurea pulvinata
Nothobaccaurea pulvinata är en emblikaväxtart som först beskrevs av Albert Charles Smith, och fick sitt nu gällande namn av Haegens. Nothobaccaurea pulvinata ingår i släktet Nothobaccaurea och familjen emblikaväxter. Artens utbredningsområde är Fiji (Viti Levu). Inga underarter finns listade i Catalogue of Life.